# Ружейников, Виктор Тимофеевич
Виктор Тимофеевич Ружейников (1908—1986) —  кандидат педагогических наук, доцент, заведующий кафедрой педагогики Одесского государственного университета им. И. И. Мечникова, участник Великой Отечественной войны.

## Биография
Родился в 1908 году в Ростовской области.
В первые дни Великой Отечественной войны был призван Ворошиловским РВК (г. Одесса) в Рабоче-Крестьянскую Красную армию  и направлен в 450-й батальон аэродромного обслуживания (2-я воздушная армия) на должность помощника начальника строевого отдела.
С марта 1943 года — комендант аэродрома в том же батальоне, с сентября 1943 года — помощник командира батальона. В составе 2-й воздушной армии прошел войну от Кавказа до Берлина. Закончил войну в звании майора. Участвовал в Параде Победы на Красной площади 24 июня 1945 года.
После Великой Отечественной войны майор В. Т. Ружейников преподавал в Одесском государственном педагогическом институте имени К. Д. Ушинского,  работал в Одесском педагогическом институте иностранных языков: преподавателем, доцентом, заведующим кафедры педагогики и психологии.
В 1945—1948 годах участвовал в подготовке специалистов для младшей школы, которых готовил 11-й Педагогический класс школы № 90 — читал лекции, работал в комиссии по приему государственных экзаменов.
В 1947 году  защитил кандидатскую диссертацию по теме: «Кинофицированный урок».
С 1960 года, после присоединения педагогического института иностранных языков к Одесскому государственному университету им. И. И. Мечникова в качестве факультета романо-германской филологии, до 1966 года заведовал кафедрой педагогики университета.
Скончался в 1986 году. Похоронен в Одессе.

## Научно-педагогическая работа
В диссертационной работе ученый рассматривал кино как динамическое наглядное пособие, полагая, что этот вид искусства заключает в себе почти все качества наглядных пособий, которые использовались и используются преподавателем в педагогическом процессе. В своей работе он совершил попытку доказательства того, что основной формой использования кино в учебных целях является кинофицированный урок.
В своих работах исследовал проблемы влияния кино на учебный процесс, утверждая, что введение в педагогический процесс кино способствует увеличению объема памяти.
Высказываемые ученым рекомендации стали значительным шагом вперед по сравнению с рекомендациями такого рода в литературе тридцатых 1930-х годов. Останавливаясь на вопросе об искусстве комментирования фильма учителем, В. Т. Ружейников советовал быть лаконичным при постановке вопросов во время демонстрации фильма, не задавать двойных вопросов типа «что ты видел в кинокартине и что ты знаешь по этому вопросу»; стимулировать полный ответ учащихся даже если из-за этого нужно будет сократить время на демонстрацию фильма; повторить, если это целесообразно, демонстрацию фильма во время рассказа учащегося.
Как заведующий кафедрой проводил активную работу по оптимизации обучения студентов. При его непосредственном участие в Одессе каждый год увеличивалось количество школ, в которых студенты проходили педагогическую практику.

#### Научное наследие
- Методика використання кіно на уроці/ В. Т. Ружейніков.// Наукові записки Одеського державного педагогічного інституту ім. К. Д. Ушинського. – 1947. – Т. VIII. – С. 177 – 190.
- Ружейніков В. П. Використання телебачення у навчальних цілях/  В. П. Ружейніков.// Радянська школа. – 1959. – № 5. – С. 49 – 53.
- Методика підготовки і читання лекцій на педагогічні теми/ В. Т. Ружейніков. – К., 1963 . – 23 с.[3]
- Применение технических средств в обучении/ В. Т. Ружейников. – Одесса, 1966. – 28 с.[4]
- Кинофицированый урок (1947).[5]
- Пути активизации преподавания педагогики [6].
- Система народного образования, подсказанная жизнью [7] (1960)

## Награды
- Орден Красной Звезды (1944)[8];
- Медалями «За отвагу» (1943)[9], "За боевые заслуги", "За оборону Кавказа", "За победу над Германией в Великой отечественной войне 12941 - 1945 гг.".
- Знак "Отличник народного образования УССР".

## Семья
Дочь Ирина окончила испанское отделение ОГУ им. И. И. Мечникова, преподавала в школах и гимназиях г. Одессы. В 2006 году была удостоена звания «Учитель года» в номинации «Иностранный язык».